# Rippon-Gletscher
Der Rippon-Gletscher ist ein kleiner Gletscher im ostantarktischen Kempland. Er fließt östlich des Seaton-Gletschers in südlicher Richtung zum Edward-VIII-Schelfeis.
Luftaufnahmen der Australian National Antarctic Research Expeditions aus dem Jahr 1956 dienten seiner Kartierung. Namensgeber ist Sergeant Ralph Tudor Rippon (1914–1994), Flugzeugkarosseriemechaniker der Royal Australian Air Force auf der Mawson-Station im Jahr 1959.